# Eduardo Schwank
Eduardo Schwank (Rosario, 23 april 1986) is een Argentijns tennisser.

## Palmares
| Legenda                       | Legenda               |
| ----------------------------- | --------------------- |
| Grand Slam                    |                       |
| Olympische Spelen             |                       |
| tot 2009                      | vanaf 2009            |
| Tennis Masters Cup            | ATP Finals            |
| ATP Masters Series            | ATP Tour Masters 1000 |
| ATP International Series Gold | ATP Tour 500          |
| ATP International Series      | ATP Tour 250          |

### Enkelspel
| Nr.                  | Jaar             | Toernooi    | Ondergrond | Tegenstander in finale | Score               | Details |
| -------------------- | ---------------- | ----------- | ---------- | ---------------------- | ------------------- | ------- |
| Gewonnen challengers |                  |             |            |                        |                     |         |
| 1.                   | 7 oktober 2007   | Medellín    | Gravel     | Chris Guccione         | 7-5, 5-7, 7-5       |         |
| 2.                   | 27 april 2008    | Cremona     | Hardcourt  | Björn Phau             | 6-3, 6-4            |         |
| 3.                   | 4 mei 2008       | Rome        | Gravel     | Éric Prodon            | 6-3, 6-7(2), 7-6(3) |         |
| 4.                   | 18 mei 2008      | Bordeaux    | Gravel     | Igor Koenitsyn         | 6-2, 6-2            |         |
| 5.                   | 25 oktober 2009  | Santiago-2  | Gravel     | Nicolás Massú          | 6-2, 6-2            |         |
| 6.                   | 22 november 2009 | Lima        | Gravel     | Jorge Aguilar          | 7-5, 6-4            |         |
| 7.                   | 31 januari 2010  | Bucaramanga | Gravel     | Juan Pablo Brzezicki   | 6-4, 6-2            |         |

### Dubbelspel
| Nr.                                  | Jaar              | Toernooi           | Ondergrond    | Partner              | Tegenstanders in finale               | Score               | Details |
| ------------------------------------ | ----------------- | ------------------ | ------------- | -------------------- | ------------------------------------- | ------------------- | ------- |
| Gewonnen finales herendubbelspel     |                   |                    |               |                      |                                       |                     |         |
| 1.                                   | 18 juli 2010      | ATP Stuttgart      | Gravel        | Carlos Berlocq       | Christopher Kas Philipp Petzschner    | 7-6(5), 7-6(6)      | Details |
| Verloren finales herendubbelspel     |                   |                    |               |                      |                                       |                     |         |
| 1.                                   | 31 oktober 2010   | ATP Montpellier    | Hardcourt (i) | Marc López           | Stephen Huss Ross Hutchins            | 2-6, 6-4, [7-10]    | Details |
| 2.                                   | 5 juni 2011       | Roland Garros      | Gravel        | Juan Sebastián Cabal | Maks Mirni Daniel Nestor              | 6-7(3), 6-3, 4-6    | Details |
| Gewonnen challengers herendubbelspel |                   |                    |               |                      |                                       |                     |         |
| 1.                                   | 12 augustus 2007  | Campos do Jordão-1 | Hardcourt     | Horacio Zeballos     | John Paul Fruttero Izak van der Merwe | 6-7(5), 6-3, [10-4] |         |
| 2.                                   | 19 augustus 2007  | Manta              | Hardcourt     | Horacio Zeballos     | John Paul Fruttero Eric Nunez         | 6-4, 6-2            |         |
| 3.                                   | 25 november 2007  | Lima               | Gravel        | Pablo Cuevas         | Michael Quintero Martin Vilarrubi     | 6-4, 6-2            |         |
| 4.                                   | 27 januari 2008   | La Serena          | Gravel        | Nicolás Lapentti     | Sebastián Decoud Cristian Villagrán   | 6-4, 6-0            |         |
| 5.                                   | 2 maart 2008      | Santiago           | Gravel        | Mariano Hood         | Brian Dabul Jean-Julien Rojer         | 6-3, 6-3            |         |
| 6.                                   | 27 april 2008     | Cremona            | Hardcourt     | Dušan Vemić          | Florin Mergea Horia Tecău             | 6-3, 6-2            |         |
| 7.                                   | 25 oktober 2009   | Santiago-2         | Gravel        | Diego Cristin        | Juan Pablo Brzezicki David Marrero    | 6-4, 7-5            |         |
| 8.                                   | 8 november 2009   | Medellín           | Gravel        | Sebastián Decoud     | Diego Junqueira David Marrero         | 6-0, 6-2            |         |
| 9.                                   | 18 september 2011 | Belo Horizonte     | Gravel        | Guido Andreozzi      | Ricardo Hocevar Christian Lindell     | 6-2, 6-4            |         |
| 10.                                  | 13 november 2011  | Buenos Aires       | Gravel        | Carlos Berlocq       | Marcel Felder Jaroslav Pospíšil       | 6-7(1), 6-4, [10-7] |         |
| 11.                                  | 4 augustus 2013   | São Paulo-3        | Gravel        | Fernando Romboli     | Marcelo Arévalo Nicolás Barrientos    | 6-7(6), 6-4, [10-8] |         |
| 12.                                  | 15 september 2013 | Cali (1)           | Gravel        | Guido Andreozzi      | Carlos Salamanca João Souza           | 6-2, 6-4            |         |
| 13.                                  | 13 april 2014     | Itajaí             | Gravel        | Máximo González      | André Sá João Souza                   | 6-2, 6-3            |         |
| 14.                                  | 4 mei 2014        | Cali (2)           | Gravel        | Facundo Bagnis       | Nicolás Barrientos Eduardo Struvay    | 6-3, 6-3            |         |

## Prestatietabel
| Legenda | Legenda                          |
| ------- | -------------------------------- |
| g.t.    | geen toernooi gehouden           |
| l.c.    | lagere categorie                 |
| –       | niet deelgenomen                 |
| G       | uitgeschakeld in de groepsfase   |
| 1R      | uitgeschakeld in de eerste ronde |
| 2R      | uitgeschakeld in de tweede ronde |
| 3R      | uitgeschakeld in de derde ronde  |
| 4R      | uitgeschakeld in de vierde ronde |
| KF      | uitgeschakeld in de kwartfinale  |
| HF      | uitgeschakeld in de halve finale |
| F       | de finale verloren               |
| W       | het toernooi gewonnen            |
| w-v     | winst/verlies-balans             |

### Prestatietabel grand slam, enkelspel
| Toernooi        | 2008 | 2009 | 2010 | 2011 |
| --------------- | ---- | ---- | ---- | ---- |
| Australian Open | –    | 1R   | –    | 2R   |
| Roland Garros   | 3R   | 1R   | 1R   | –    |
| Wimbledon       | 1R   | 1R   | 1R   | –    |
| US Open         | 1R   | –    | 2R   | –    |

### Prestatietabel grand slam, dubbelspel
| Toernooi        | 2008 | 2009 | 2010 | 2011 |
| --------------- | ---- | ---- | ---- | ---- |
| Australian Open | –    | 1R   | –    | 1R   |
| Roland Garros   | –    | 1R   | 1R   | F    |
| Wimbledon       | 2R   | –    | HF   | 3R   |
| US Open         | 2R   | –    | HF   | 2R   |